# K.u.k. Ulanen

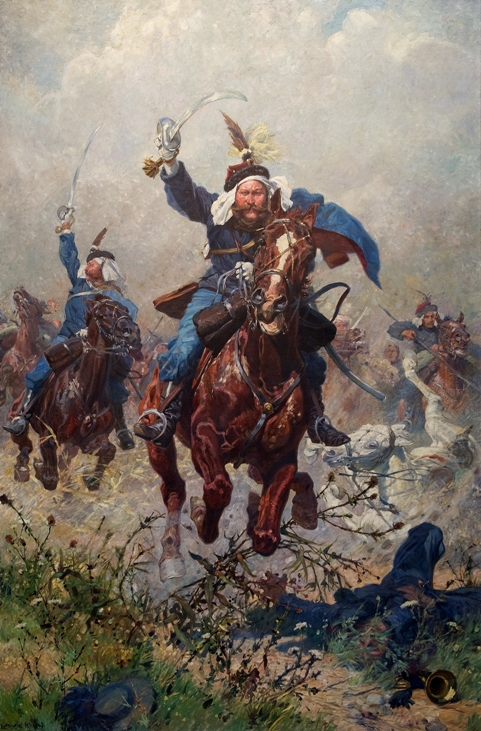
Pułkownik Maksymilian von Rodakowski z 13 Galicyjskiego Pułku Ułanów w bitwie pod Custozą. Obraz Ludwiga Kocha z 1908

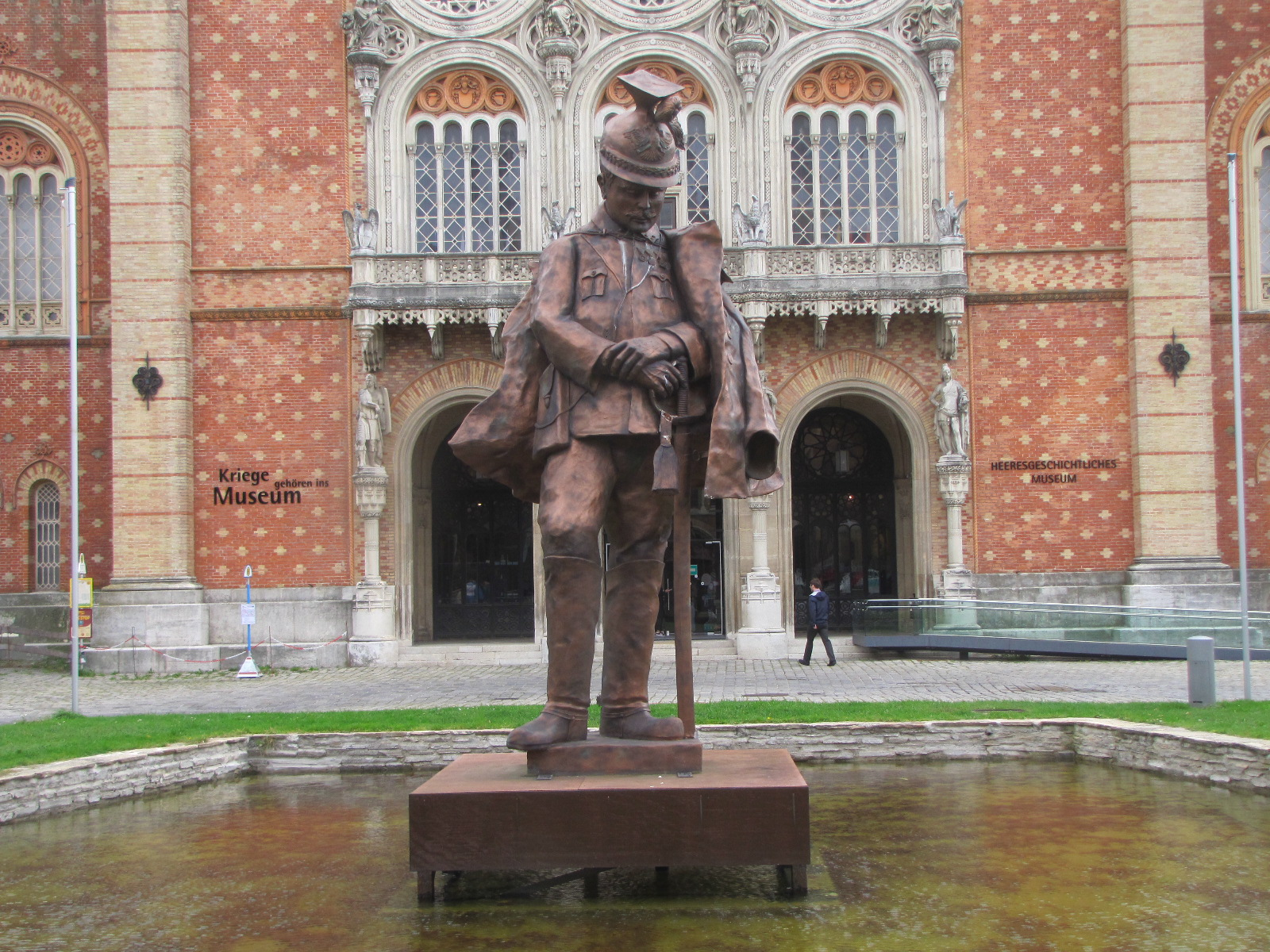
Pomnik cesarskiego i królewskiego ułana przed Muzeum Historii Wojskowości w Wiedniu

K.u.k. Ulanen (pol. Cesarscy i Królewscy Ułani) – byli obok huzarów (k.u.k. Husaren) i dragonów (k.u.k. Dragoner) jednym z rodzajów kawalerii wchodzącym w skład Armii Austro-Węgier w latach 1867–1918.

## Geneza i organizacja
W 1784 podczas panowania cesarza Józefa II postanowiono powołać ochotnicze formacje ułanów przeznaczone do obrony habsburskiego dziedzictwa w Niderlandach. Do tworzenia oddziału liczącego 300 towarzyszy i 300 pocztowych przystąpiono w Galicji i Lodomerii w niegdyś polskich, a od 1772 austriackich prowincjach powstałych w wyniku I rozbioru Polski. Formacja została powołana jedynie na czas wojny. Jeszcze w końcu tego samego roku podjęto decyzję o zachowaniu oddziału i jego rozbudowie, w 1785 jego liczebność zwiększyła się do trzech dywizjonów, które zostały przydzielone do pułków szwoleżerów Lobkowitza, Levenehra i Modena. W 1786 takie pododdziały otrzymały pozostałe pułki szwoleżerów.
1 listopada 1791 po zakończeniu ósmej wojny z Turcją z tych dywizjonów utworzono regularny Pułk Ułanów. W 1798 pułk ten otrzymał numer 1 i od tego momentu nosił nazwę 1 Galicyjski Pułk Ułanów.
2 Pułk Ułanów utworzono w 1798 z części byłego Ochotniczego Korpusu Ułanów (Ulanen Freiwilligen Corps) sformowanego w 1791 przez majora Degelmanna. W latach 1801 i 1813 utworzono kolejne dwa pułki ułanów, które otrzymały numery 3 i 4.
W 1851 została znacznie powiększona liczba pułków ułańskich, częściowo odbyło się to drogą przeobrażenia innych pułków (huzarzy i dragoni), a częściowo poprzez skompletowanie od nowa z oficerów i części pododdziałów innych pułków ułańskich. Ponadto z jednostek ochotniczych stworzono chorwacko-słoweński 5 Pułk Ułanów – od tej pory istniało 11 pułków ułanów. Wkrótce w 1854 sformowano 12 Pułk Ułanów, a w 1862 Ochotniczy Pułk Ułanów sformowany z pododdziałów zabranych z innych pułków przemianowano na 13 Galicyjski Pułk Ułanów.
Po zakończeniu likwidacji Pogranicza Wojskowego (Militärgrenze) w 1881, nastąpiła ostatnia poważniejsza reorganizacja austro-węgierskiej kawalerii. Przekształcono wówczas 9 Pułk Ułanów w 10 Pułk Dragonów, a 10 Pułk Ułanów w 16 Pułk Huzarów. Numeracja pozostałych pułków nie uległa zmianie, tak więc pod koniec XIX wieku istniało 11 pułków ułanów które nosiły numeracje od 1 do 8 i od 11 do 13, numery 9 i 10 pozostały nieobsadzone.

## Pułki k.u.k. Ulanen
- 1 Galicyjski Pułk Ułanów (Galizisches Ulanen-Regiment „Ritter von Brudermann” Nr. 1)
- 2 Pułk Ułanów (Ulanenregiment „Fürst zu Schwarzenberg” Nr. 2)
- 3 Pułk Ułanów (Ulanenregiment „Erzherzog Carl” Nr. 3)
- 4 Pułk Ułanów Cesarza (Ulanenregiment „Kaiser” Nr. 4)
- 5 Pułk Ułanów (Ulanenregiment „Nikolaus II. Kaiser von Ruβland” Nr. 5)
- 6 Galicyjski Pułk Ułanów (Galizisches Ulanen-Regiment „Kaiser Joseph II.” Nr. 6)
- 7 Pułk Ułanów (Ulanenregiment „Erzherzog Franz Ferdinand” Nr. 7)
- 8 Galicyjski Pułk Ułanów (Galizisches Ulanenregiment Nr. 8)
- 11 Pułk Ułanów (Ulanenregiment „Alexander II. Kaiser von Ruβland” Nr. 11)
- 12 Pułk Ułanów (Ulanenregiment „Graf Huyn” Nr. 12)
- 13 Galicyjski Pułk Ułanów (Galizisches Ulanen Regiment „von Böhm-Ermolli” Nr. 13)

## Umundurowanie i uzbrojenie
Umundurowanie i uzbrojenie austro-węgierskich ułanów w znacznej mierze naśladowało polskich ułanów – typowe było nakrycie głowy, czapka nazwana później „tatarką” – z jej kwadratowym denkiem, które utrzymało się do I wojny światowej. Do nazewnictwa części umundurowania weszło również wiele polskich określeń (kurtka, czapka, pas, ładownica i tak dalej).
Ułani byli uzbrojeni w lekkie szable kawaleryjskie, pistolety i lance, na końcu której łopotał czarno-żółty proporczyk z rozcięciem pośrodku. Od początku XIX wieku w każdym szwadronie 16 żołnierzy zamiast w lance było uzbrojonych w kawaleryjskie sztucery. W 1884 wycofano wszystkie lance uzbrajając ułanów w karabinki kawaleryjskie. 
Ułani wraz z huzarami byli zaliczani do „lekkiej jazdy”.

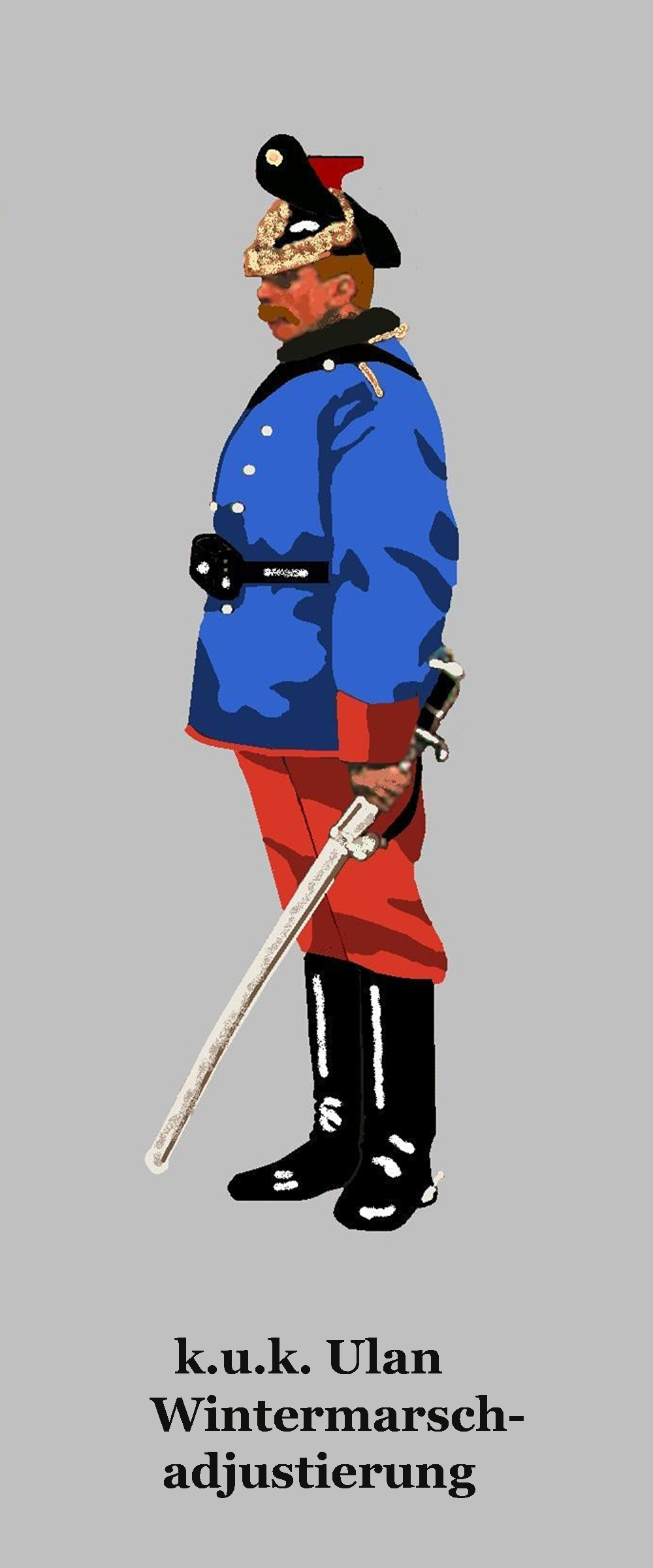
Cesarski i królewski ułan w mundurze zimowym
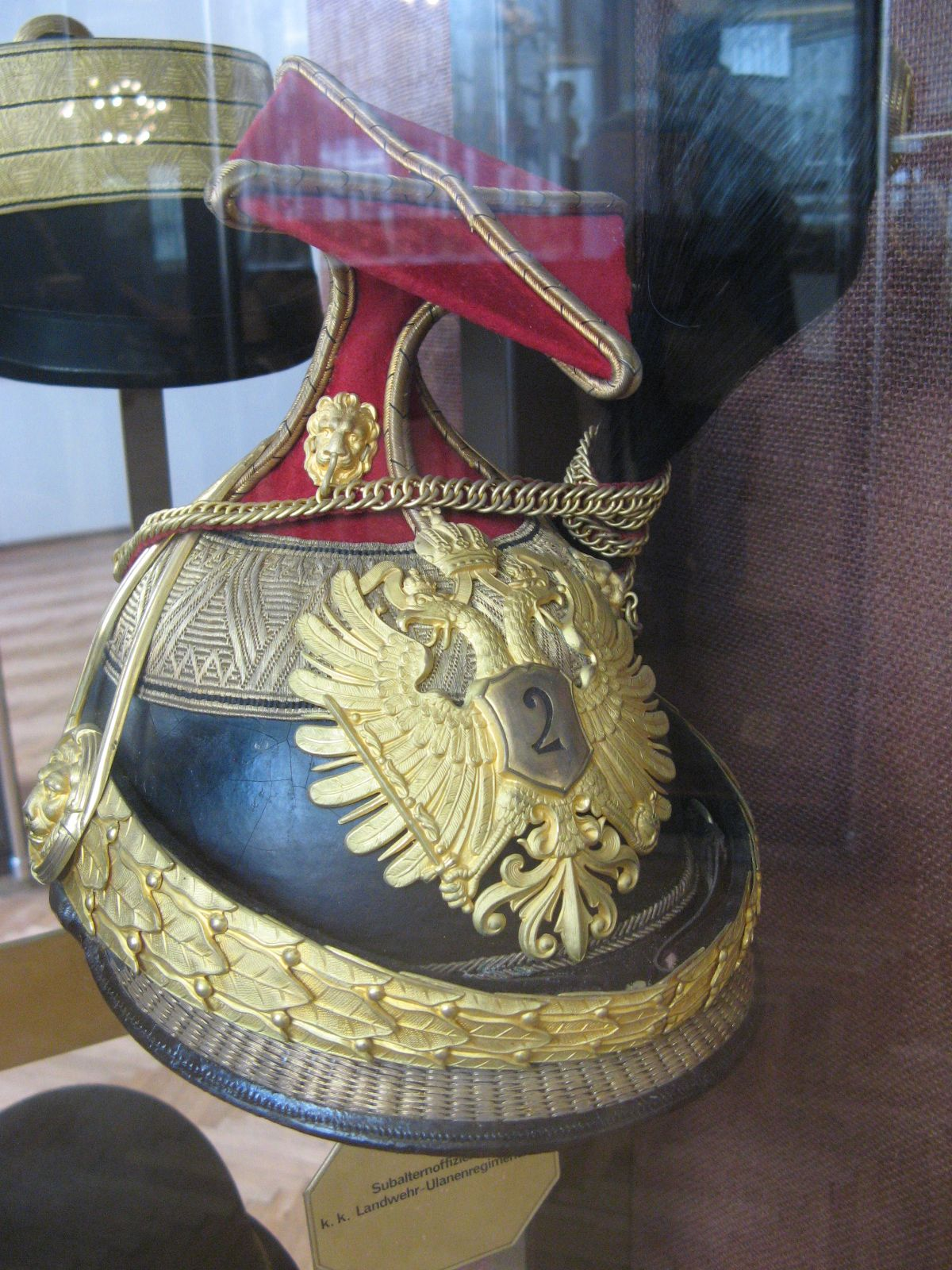
„Tschapka” cesarskiego i królewskiego ułana
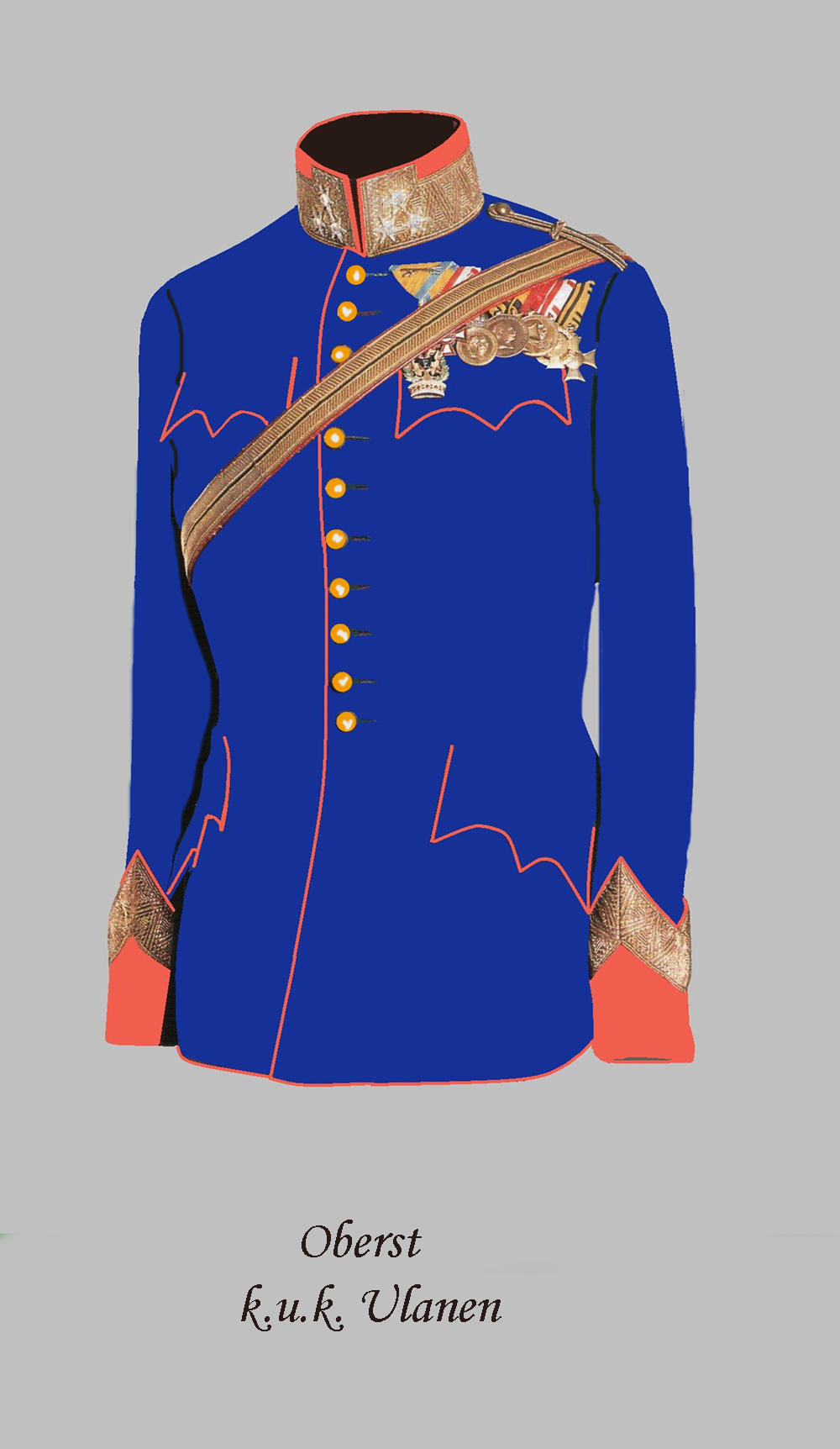
Kurtka paradna cesarskiego i królewskiego ułana w stopniu pułkownika
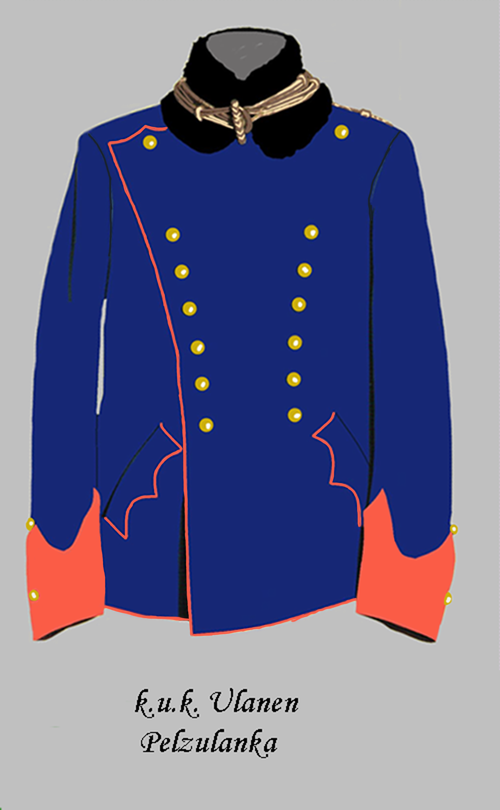
Pelzulanka cesarskiego i królewskiego ułana